# SKB Drive Tech
SKB Drive Tech SA – polskie przedsiębiorstwo zajmujące się produkcją osi oraz mostów napędowych przeznaczonych dla potrzeb przemysłu motoryzacyjnego, specjalistycznego przemysłu inżynieryjno-drogowego oraz rolnictwa.

## Historia
W 1912 roku w Radomsku powstaje Fabryka Maszyn i Odlewnia Żelaza będąca własnością Juliana Wojakowskiego oraz Alfreda Kryzela, a pierwszymi produktami są turbiny wodne oraz przekładnie zębate do przeniesienia napędu. W 1946 r. następuje nacjonalizacja przedsiębiorstwa i zmiana nazwy na Fabryka Maszyn Radomsko. Od 1960 roku, następuje produkcja skrzyń biegów oraz mostów napędowych do maszyn budowlanych. W 1972 został utworzony Kombinat Przemysłowy Huta Stalowa Wola, w skład którego weszły też filie w Janowie Lubelskim, Leżajsku, Strzyżowie i Zaklikowie oraz fabryki w Suchedniowie i FM Radomsko. W 1973 roku zostaje podpisana umowa licencyjna z amerykańską firmą Clark na produkcję mostów napędowych a ich produkcja zostaje ulokowana w Radomsku.
Przemiany gospodarcze w 1990 r. spowodowały uruchomienie produkcji osi oraz mostów napędowych do autobusów oraz samochodów ciężarowych i maszyn drogowych. Pierwszym autobusem z osiami FON Radomsko był Autosan H9-20.21. W 1994 r. nastąpiła zmiana nazwy przedsiębiorstwa na Fabrykę Osi Napędowych oraz zmiana formy prawnej na spółkę akcyjną. W 1998 r. następuje zakup przez włoską Grupę Carraro. W 2011 r. fabryką nabywa Sławomir Dobosz. 5 marca 2014 r. nastąpiło nawiązanie współpracy z Wojskową Akademią Techniczną im. Jarosława Dąbrowskiego oraz spółką URSUS S.A. 15 kwietnia 2015 r. przy udziale ówczesnego wicepremiera Janusza Piechocińskiego nastąpiło otwarcie nowoczesnej odlewni w niewykorzystywanej od lat hali. 1 lipca 2015 roku nastąpiło przekształcenie spółki Fabryka Osi Napędowych – SKB Sp. z o.o. SKA w SKB Drive Tech SA. 13 października 2016 r. nastąpiło przejęcie brytyjskiej spółki Webster Drives, zajmującej się produkcją napędów gąsienicowych oraz pojazdów kołowych.